# Milchhof AG
Die Milchhof AG ist das größte Molkereiunternehmen im Fürstentum Liechtenstein, es erfasst 95 % der Milchmenge des Landes. Der Gesamtumsatz belief sich im Jahr 2007 auf rund 15 Mio. Schweizer Franken. Eigentümer des Unternehmens und Lieferant der Rohmilch ist die Genossenschaft Liechtensteiner Milchverband (LMV), der Dachverband aller Liechtensteiner Milchgenossenschaften.

## Geschichte
Das Unternehmen mit Sitz in Schaan besteht seit 1974. Zuvor hatten die dörflichen Milchgenossenschaften ihre Milch in lokalen Sennereien selbst verarbeitet. Den veränderten Konsumgewohnheiten der Verbraucher, dem Bedarf nach einem erweiterten Produktspektrum, konnte von ihnen jedoch nicht mehr entsprochen werden, daher wurde eine gemeinsame Verarbeitungsstätte notwendig.
Ursprünglich war neben Trinkmilch das an industrielle Weiterverarbeiter in der Schweiz gelieferte Halbfertigprodukt Butterungsrahm das Hauptprodukt. Seit 1993 wird auch Biomilch verarbeitet und Milchprodukte in Bioqualität verkauft. 
Durch die Insolvenz eines der bisherigen Hauptabnehmer in der Schweiz, Swiss Dairy Food, im Jahr 2002 mussten die Absatzwege grundlegend neu geordnet werden.
Im Jahr 2009 wurde der Milchhof in eine Aktiengesellschaft umgewandelt. Zweck dieser Umorganisation war es, die Produktion von der Interessensvertretung zu trennen, insbesondere als Reaktion auf die Milchpreisveränderungen am Markt.
Ende 2014 wurde ein Neubau begonnen, der ab Frühjahr 2016 die Bruttogeschossfläche versechsfacht. Ziel ist es, durch mehr Eigenverarbeitung zu Endprodukten und Erweiterung auf exportfähige Sortimente die Wertschöpfung der Milchwirtschaft innerhalb der Landesgrenzen zu erhöhen.
Im Neubau wurde vorerst auf eine Neutralisation der Abwässer verzichtet, wobei viel Säure ins Grundwasser gelangen konnte.

## Profil
Rund 25 % der angelieferten gut 14 Mio. Liter Milch werden zu Fertigprodukten verarbeitet, 40 % zu Halbfertigware für die weiterverarbeitende Lebensmittelindustrie, die restlichen 35 % gehen bisher an den Milchhandel (Stand 2008). Durch die im Zuge des Neubaus stark erhöhte Verarbeitungskapazität und Sortimentsausweitung wird sich dieses Verhältnis ab 2016 ändern und auch die Wertschöpfung erhöhen. Hergestellt werden Frischmilch, Quark, Rahm, Jogurt und Milchmischerzeugnisse sowie ab 2016 auch Käse, über 20 % der Produkte haben Bio-Qualität. Die Produkte des Unternehmens werden unter der Eigenmarke „Liechtensteiner“ und Handelsmarken regional an Handel und Gastronomie vermarktet, aber auch im Austausch mit Fertigprodukten an Grossverteiler vor allem in die Schweiz exportiert. Sie wurden wiederholt prämiert, unter anderem von der DLG.